# سياه كوه سفلي (مقاطعة دليجان)
سياه كوه سفلي (بالإنجليزية: Siah Kuh-e Sofla)‏ هي مستوطنة تقع في قسم دو دهك الريفي (مقاطعة دليجان) في إيران.